# Fijnschilder

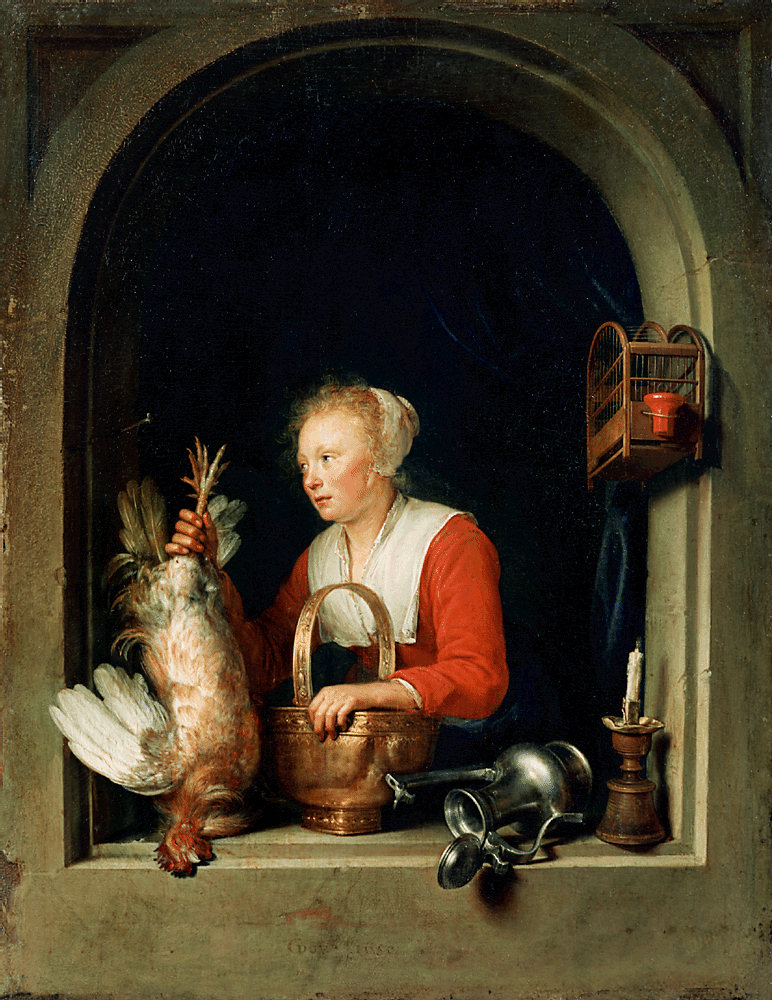
Gerrit Dou, El ama de casa holandesa, 1650

Los Fijnschilders (en español, "pintores finos"), también llamados Leiden Fijnschilders ('Leidse Fijnschilders'), fueron pintores,  cuyas actividades se llevaron a cabo de aproximadamente 1630 a 1710, época perteneciente al Siglo Dorado Holandés. Se esmeraron por crear una reproducción de la realidad tan natural como fuera posible en sus obras meticulosamente ejecutadas y realizadas, mayoritariamente en escala pequeña. 
A pesar de que en el siglo XVII, como en el holandés moderno, el término fijnschilder soliá diferenciar entre un pintor que practica técnicas clásicas y (en este caso) de brocha gorda, en el siglo XIX se volvió una etiqueta para artistas como Gerrit Dou y sus seguidores en Leiden. Dou, Frans van Mieris Sr y Adriaen van der Werff —todos entre los más exitosos del Barroco holandés—se volvieron identificables por su estilo " fino", sus técnicas exquisitas y la atención extrema que dedicaban en los detalles dando como resultado trabajos con superficies lisas que carecen de pinceladas visibles. La aplicación de la pintura contrasta con las texturas y el estilo de otros pintores holandeses, como Frans Hals y Rembrandt van Rijn, maestro de Dou. De este modo tienen más en común con tradiciones más tempranas de la pintura flamenca, como la detallada riqueza de Jan van Eyck. Otros artistas que trabajaron en este estilo incluyen a Godfried Schalcken, Quirijn van Brekelenkam y, a veces, Gabriel Metsu.

Los fijnschilders son conocidos por pintar escenas de género que representan la vida cotidiana y sus actividades, escenas nocturnas a la luz de las velas, y pinturas "nicho" trompe-l'œil.

Ejemplos notables
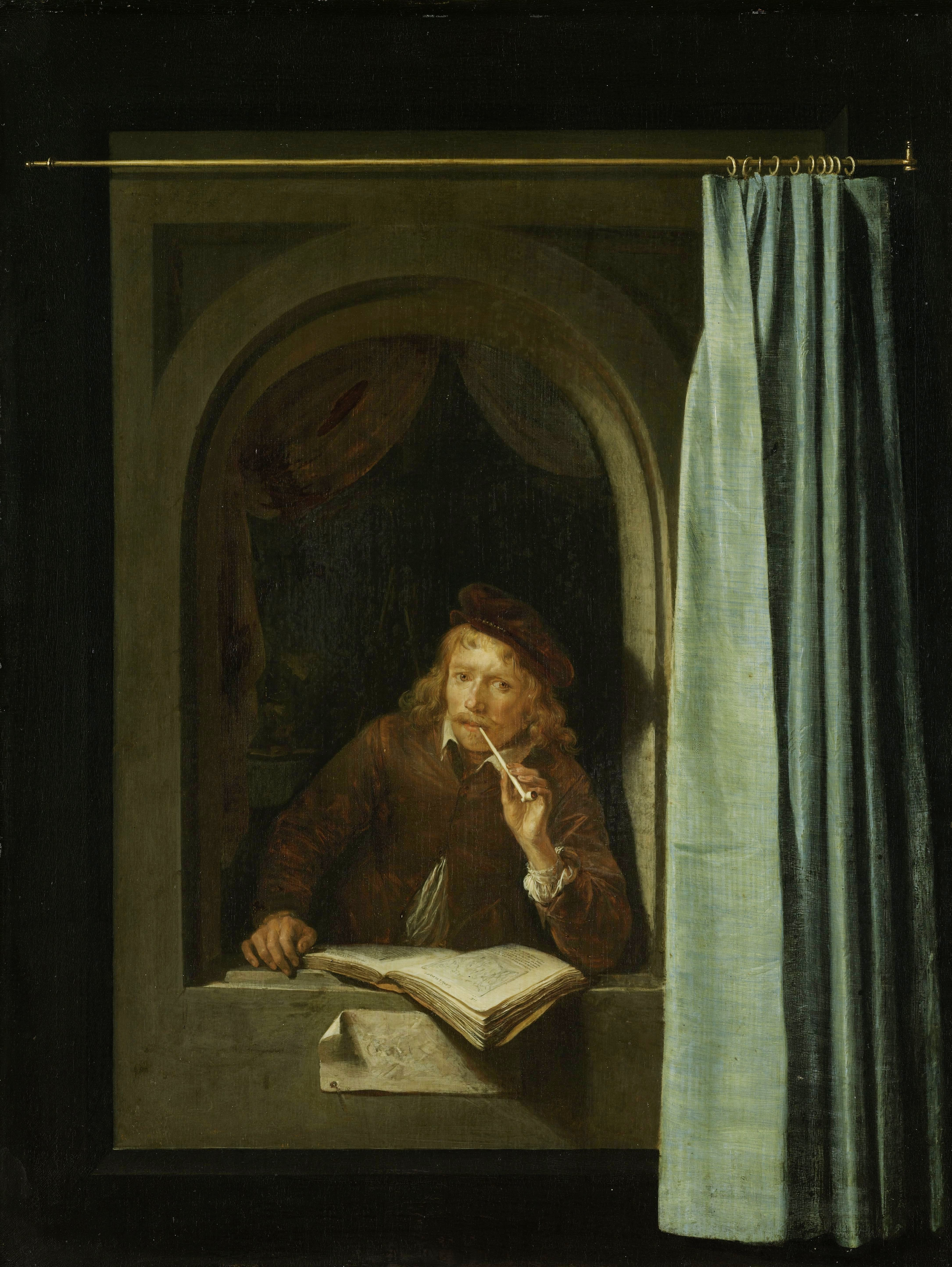
Gerrit Dou, Autorretrato, c. 1650
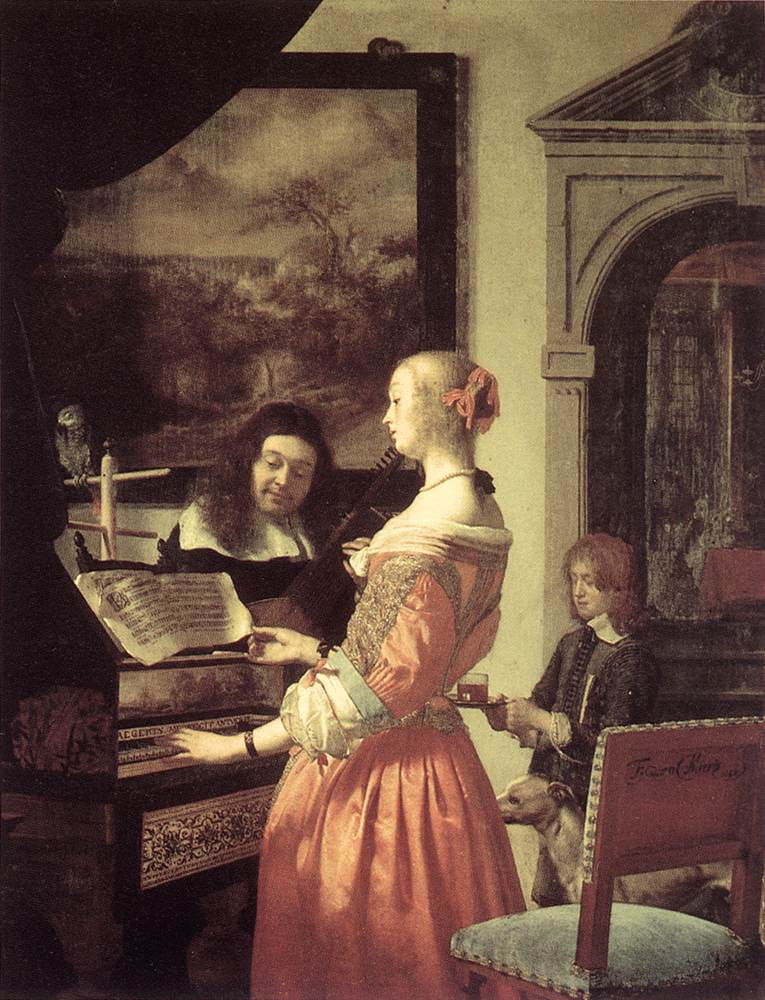
Frans van Mieris, El Dueto, 1658
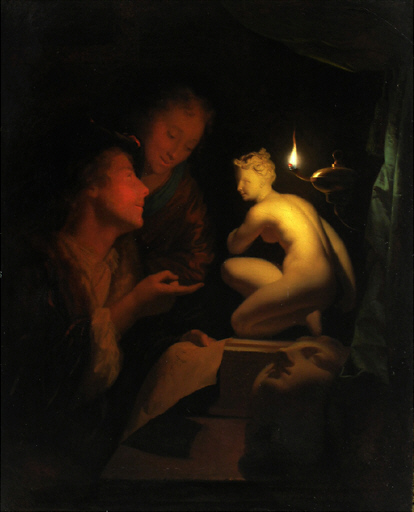
Godfried Schalcken, Dos hombres examinando una escultura a la luz de una vela.